# Tamerlan Bashaev
Tamerlan Tausovitch Bashaev (en russe : Тамерлан Таусович Башаев), né le 22 avril 1996 à Moscou, est un judoka russe d'origine Tchétchène évoluant dans la catégorie des poids lourds (+ 100kg). Il est notamment champion d'Europe en 2020 et vice-champion du monde en 2021.

## Carrière
Bashaev est déjà champion du monde juniors en 2015 dans la catégorie des +100kg et participe à sa première compétition internationale séniors l'année suivante. Il est vice-champion d'Europe en U23, titre conservé en 2017.
En 2018, il participe aux championnats d'Europe à Tel Aviv où il est battu en finale par le tchèque Lukáš Krpálek. Deux ans plus tard, il s'impose à Prague face à son compatriote Inal Tasoev. Puis en 2021, il devient vice-champion du monde à Budapest en s'inclinant face au japonais Kokoro Kageura.
En 2021, il participe à ses premiers jeux olympiques dans le tournoi masculin de Tokyo : il crée la surprise en quart de finale en brisant le rêve olympique du français Teddy Riner, sacré en 2012 et 2016. Il est pourtant battu dans le combat suivant face au géorgien Guram Tushishvili ; dans le tournoi de repêchage, il vient à bout de l'ukrainien Yakiv Khammo et remporte ainsi une médaille de bronze, étant alors à côté de Riner sur le podium olympique. Dans l'épreuve par équipe mixte, il apporte le point décisif en quart de finale face à la Mongolie mais l'équipe russe échoue en demi-finale et dans le match pour la médaille de bronze où personnellement il perd son combat face à l’israélien Peter Paltchik.